# Episodi di The Blacklist: Redemption
La prima e unica stagione della serie televisiva The Blacklist: Redemption è trasmessa sul canale statunitense NBC dal 23 febbraio al 13 aprile 2017. 
In Italia la stagione è stata trasmessa in prima visione dal canale satellitare Fox Crime dal 10 marzo al 21 aprile 2017.
| nº | Titolo originale      | Titolo italiano           | Prima TV USA     | Prima TV Italia |
| -- | --------------------- | ------------------------- | ---------------- | --------------- |
| 1  | Leland Bray           | Leland Bray               | 23 febbraio 2017 | 10 marzo 2017   |
| 2  | Kevin Jensen          | Kevin Jensen              | 2 marzo 2017     | 17 marzo 2017   |
| 3  | Independence, U.S.A.  | Independence, U.S.A.      | 9 marzo 2017     | 24 marzo 2017   |
| 4  | Operation Davenport   | Operazione Davenport      | 16 marzo 2017    | 31 marzo 2017   |
| 5  | Borealis 301          | Sequestro ad alta quota   | 23 marzo 2017    | 7 aprile 2017   |
| 6  | Hostages              | Scambio                   | 30 marzo 2017    | 14 aprile 2017  |
| 7  | Whitehall             | Whitehall                 | 6 aprile 2017    | 21 aprile 2017  |
| 8  | Whitehall: Conclusion | Whitehall: la conclusione | 13 aprile 2017   | 21 aprile 2017  |

## Leland Bray
- Titolo originale: Leland Bray
- Diretto da: John Terlesky
- Scritto da: Jon Bokenkamp, John Eisendrath, Lukas Reiter, J.R. Orci e David Amann

### Trama
Tom Keen si reca a New York per il funerale di suo padre Howard, ma scopre che quest'ultimo è ancora vivo ed ha inscenato la morte, e chiede a Tom di unirsi all'agenzia di sicurezza di sua madre Susan Hargrave detta Scottie per trovare un agente della CIA rapito Leland Bray.

## Kevin Jensen
- Titolo originale: Kevin Jensen
- Diretto da: Donald E. Thorin, Jr.
- Scritto da: Lukas Reiter

### Trama
Susan arruola la squadra in una missione pericolosa quando un giornalista e amico di famiglia Kevin Jensen viene arrestato per spionaggio in un paese straniero per poi essere condannato a morte.

## Independence, U.S.A.
- Titolo originale: Indenpendence, U.S.A.
- Diretto da: Bill Roe
- Scritto da: Sean Hennen

### Trama
Tom e Nez s'infiltrano in una struttura militare top-secret che é una replica di una città americana in seguito ad un incidente aereo negli Stati Uniti. Scottie scopre che Howard stava cercando Tom prima di inscenare la sua morte

## Operazione Davenport
- Titolo originale: Operation Davenport
- Diretto da: John Terlesky
- Scritto da: Richard D'Ovidio e Spencer Hudnut

### Trama
Tom e la squadra devono trovare i terroristi che sono fuggiti da un sito nero della CIA a Manhattan, Scottie scopre indizi su suo figlio che potrebbero svelare l'identità di Tom.

## Sequestro ad alta quota
- Titolo originale: Borealis 301
- Diretto da: Elodie Keene
- Scritto da: Glen Whitman e Matt Bosack

### Trama
Tom e Solomon lavorano sotto copertura come assistenti di volo su un volo internazionale per catturare una squadra di ladri che rubano carichi di valore degli aerei. Howard esorta Tom a trovare prove di una cospirazione orchestrata da Scottie, e quest'ultima scopre la verità sulla finta morte di Howard.

## Scambio
- Titolo originale: Hostages
- Diretto da: Andrew McCarty
- Scritto da: Dan E. Fesman e Sean Hennen

### Trama
La squadra sono sulle tracce di un uomo d'affari e della sua famiglia sequestrati, e Tom rischia la sua incolumità per salvare suo padre e impedire a Scottie di scoprire la verità.

## Whitehall
- Titolo originale: Whitehall
- Diretto da: Oz Scott
- Scritto da: Spencer Hudnut, Richard D'Ovidio e Kathryn Miller Kelley

### Trama
Tom fugge da Halcyon dopo che Scottie scopre la sua identità e gli ordina di torturarlo per avere informazioni, e Tom collabora con suo padre per scoprire il segreto della misteriosa Whitehall.

## Whitehall: la conclusione
- Titolo originale: Whitehall: Conclusion
- Diretto da: John Terlesky
- Scritto da: J.R. Orci, Dan E. Fesman, Glen Whitman e Matt Bosack

### Trama
Scottie e Howard combattono per il controllo di Halcyon e della tecnologia legata a Whitehall, costringendo Tom e gli altri da che parte stare.